# Нова Вйоська (Рациборський повіт)
Нова Вйоська (пол. Nowa Wioska) — село в Польщі, у гміні Кшижановиці Рациборського повіту Сілезького воєводства.
Населення — 339 осіб (2011).
У 1975-1998 роках село належало до Катовицького воєводства.

## Демографія
Демографічна структура станом на 31 березня 2011 року:
|          | Загалом | Допрацездатний вік | Працездатний вік | Постпрацездатний вік |
| -------- | ------- | ------------------ | ---------------- | -------------------- |
| Чоловіки | 165     | 33                 | 111              | 21                   |
| Жінки    | 174     | 36                 | 102              | 36                   |
| Разом    | 339     | 69                 | 213              | 57                   |